# 8-я кавалерийская дивизия (Российская империя)
8-я кавалерийская дивизия — кавалерийское соединение в составе Русской императорской армии. С ноября 1876 г. входила в состав 8-го армейского корпуса.
Штаб дивизии: Кишинёв.

#### Наименование
- 1875—1918 — 8-я кавалерийская дивизия.

## История дивизии

### Формирование
Сформирована 27 июля 1875 года в ходе общей реорганизации кавалерии в составе двух бригад (по 2 полка в каждой): 2-я бригада прежней 4-й кавалерийской дивизии дополнена донским казачьим полком, переформирована и названа 6-й кавалерийской дивизией. Была расквартирована в Одесском военном округе.

### Боевые действия
Активно действовала на этапе прикрытия стратегического развертывания русских армий в конце июля — начале августа 1914 г. Оперировала в составе 1-го Конного корпуса в ходе Виленской операции в августе — сентябре 1915 г.
К январю 1918 года дивизия, с приданной артиллерией, находившаяся в составе 6-й армии, была украинизирована. Согласно приказу по Румынскому фронту от 19 февраля 1918 г. дивизия считалась расформированной с 5 января 1918 года.

## Состав дивизии
- 1-я бригада (Тирасполь)

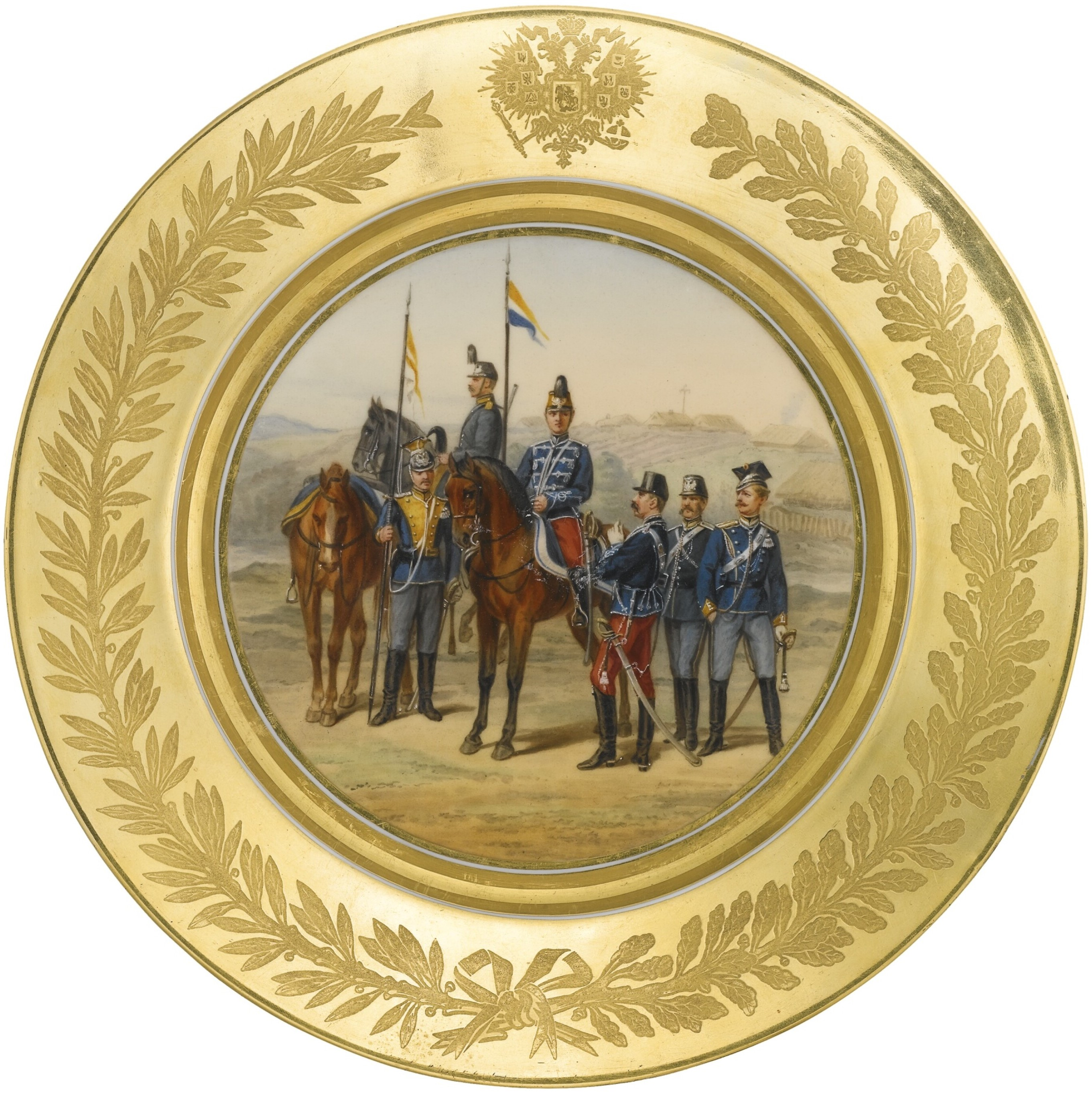
Военнослужащие 8-й кавалерийской дивизии. Слева направо: офицер 8-го уланского Вознесенского полка (стоит рядом с лошадью), офицер 8-го драгунского Астраханский полка (на заднем плане) и офицер 8-го гусарского Лубенского полка, 1883 г.

  - 8-й драгунский Астраханский генерал-фельдмаршала Великого Князя Николая Николаевича полк
  - 8-й уланский Вознесенский Е. И. В. Великой Княжны Татианы Николаевны полк
- 2-я бригада (Одесса)
  - 8-й гусарский Лубенский полк
  - 8-й Донской казачий генерала Иловайского 12-го полк
- 8-й конно-артиллерийский дивизион (Кишинёв)
  - 15-я конно-артиллерийская батарея (Кишинёв)
  - 1-я Донская казачья батарея (Бендеры)

## Командование дивизии
(Командующий в дореволюционной терминологии означал временно исполняющего обязанности начальника или командира. Должности начальника дивизии соответствовал чин генерал-лейтенанта, и при назначении на эту должность генерал-майоров они оставались командующими до момента своего производства в генерал-лейтенанты).

### Начальники дивизии
- 27.07.1875 — 30.08.1885 — генерал-майор (с 30.08.1876 генерал-лейтенант) князь Манвелов, Александр Николаевич
- 30.08.1885 — 14.11.1894 — генерал-майор (с 30.08.1886 генерал-лейтенант) Бороздин, Георгий Александрович
- 24.11.1894 — 28.11.1897 — генерал-майор (с 14.05.1896 генерал-лейтенант) Хрулёв, Николай Степанович
- 30.12.1897 — 25.01.1899[~ 1] — командующий генерал-майор Марков, Михаил Илларионович
- 02.03.1899 — 23.11.1904 — генерал-майор (с 06.12.1899 генерал-лейтенант) Бекман, Владимир Александрович
- 07.02.1905 — 18.02.1910 — генерал-лейтенант Дембский, Константин Варфоломеевич
- 18.02.1910 — 25.02.1912 — генерал-лейтенант Верба, Фёдор Семёнович
- 25.02.1912 — 05.02.1915 — генерал-лейтенант Зандер, Георгий Александрович
- 05.02.1915 — 02.01.1916 — командующий генерал-майор Киселёв, Леонид Петрович
- 02.01.1916 — 16.04.1917 — командующий генерал-майор Красовский, Александр Аполлинариевич
- 16.04.1917 — 30.04.1917 — командующий генерал-майор Залесский, Пётр Иванович
- 22.05.1917 — хх.хх.хххх — командующий генерал-майор Мономахов, Александр Владимирович

### Начальники штаба дивизии
- 27.07.1875 — 01.01.1880 — полковник барон Каульбарс, Александр Васильевич
- 20.02.1880 — хх.хх.1889 — полковник Каменский, Михаил Семёнович
- 04.09.1889 — 24.02.1893 — полковник Селиванов, Андрей Николаевич
- 01.03.1893 — 02.06.1897 — полковник Владиславлевич, Леонид Николаевич
- 18.06.1897 — 04.12.1899 — полковник Рознатовский, Виктор Васильевич
- 04.12.1899 — 07.03.1904 — полковник Марков, Сергей Дмитриевич
- 23.03.1904 — 31.07.1909 — полковник Каньшин, Пётр Павлович
- 31.07.1909 — 08.02.1911 — полковник Потапов, Алексей Степанович
- 20.02.1911 — 07.03.1915 — полковник Одноглазков, Георгий Фёдорович
- 04.12.1915 — 24.08.1916 — и. д. полковник Григоров, Михаил Михайлович
- 24.08.1916 — 18.02.1917 — полковник Ионов, Александр Михайлович
- 20.02.1917 — 30.11.1917 — полковник (с 24.09.1917 генерал-майор) Середин, Константин Хрисанфович
- хх.хх.1917 — хх.хх.хххх — полковник Ставрович, Владимир Николаевич

### Командиры 1-й бригады
- 27.07.1875 — 12.10.1876 — генерал-майор Шухт, Александр Иванович
- 12.10.1876 — 21.01.1879 — генерал-майор Леонов, Степан Степанович
- 14.02.1879 — 01.04.1881 — генерал-майор Штрандман, Карл Карлович
- 05.05.1881 — 14.07.1883 — генерал-майор Загряжский, Иван Александрович
- 14.07.1883 — 27.04.1885 — генерал-майор Агаси-бек Авшаров, Александр Александрович
- 28.04.1885 — 10.08.1885 — генерал-майор Баронч, Александр Антонович
- 10.08.1885 — 05.02.1895 — генерал-майор Хрущов, Пётр Николаевич
- 17.02.1895 — 21.07.1898 — генерал-майор Клюки фон Клюгенау, Константин Францевич
- 31.07.1898 — 21.07.1899 — генерал-майор Дукмасов, Даниил Григорьевич
- 16.08.1899 — 18.01.1907 — генерал-майор Топчевский, Владислав Ксаверьевич
- 18.01.1907 — 24.08.1907 — генерал-майор Чернота-де-Бояры Боярский, Бронислав Людвигович
- 15.05.1908 — 29.06.1912 — генерал-майор барон Будберг, Анатолий Александрович
- 30.08.1912 — 10.11.1915 — генерал-майор Красовский, Александр Аполлинариевич
- 27.11.1915 — 02.02.1916 — полковник Буш, Фердинанд Юльевич
- 02.02.1916 — хх.хх.хххх — генерал-майор Устимович, Юрий Константинович

### Командиры 2-й бригады
- 24.08.1875 — 31.08.1876 — генерал-майор Косич, Андрей Иванович
- 12.10.1876 — хх.хх.1878 — генерал-майор Шухт, Александр Иванович
- хх.03.1878 — 07.05.1878 —  генерал-майор Новицкий, Николай Дементьевич
- 06.01.1879 — 14.02.1879 — генерал-майор Штрандман, Карл Карлович
- 14.02.1879 — 04.04.1881 — генерал-майор Скобельцын, Пётр Евграфович
- 05.05.1881 — 15.08.1881 — генерал-майор фон Вик, Фёдор Эрнестович
- 15.08.1881 — 25.08.1891[~ 2] — генерал-майор Штрандман, Карл Карлович
- 17.10.1891 — 07.01.1899 — генерал-майор Квитницкий, Эраст Ксенофонтович
- 21.07.1899 — 10.12.1903 — генерал-майор Дукмасов, Даниил Григорьевич
- 10.12.1903 — 08.08.1907 — генерал-майор Карангозов, Константин Адамович
- 24.08.1907 — 09.10.1912 — генерал-майор Чернота-де-Бояры Боярский, Бронислав Людвигович
- 09.10.1912 — 14.11.1914 — генерал-майор Княжевич, Николай Антонинович
- 05.03.1915 — 17.06.1915 — генерал-лейтенант Радкевич, Николай Александрович
- 24.06.1915 — 02.02.1916 — генерал-майор Устимович, Юрий Константинович
- 02.02.1916 — хх.хх.хххх — полковник (с 17.09.1916 генерал-майор) Буш, Фердинанд Юльевич

### Дивизионная артиллерия
17 августа 1875 г. к вновь сформированной 8-й кавалерийской дивизии были приписаны 15-я конно-артиллерийская батарея и 1-я Донская казачья конно-артиллерийская батарея.

#### Командиры 15-й конно-артиллерийской батареи
17 августа 1875 г. 15-я конно-артиллерийская батарея была выделена из упраздненной тогда же 2-й резервной конно-артиллерийской бригады и приписана к 8-й кавалерийской дивизии.
- 29.09.1875 — 05.09.1877 — полковник Верёвкин, Николай Степанович
- 05.09.1877 — 06.05.1895 — капитан (с 26.12.1877 подполковник, с 30.08.1885 полковник) Маковецкий, Михаил Станиславович (Степанович)
- 06.05.1895 — 10.03.1898 — подполковник Саханский, Георгий Георгиевич

#### Командиры Донской казачьей № 1-го конно-артиллерийской батареи
Батарея была переформирована 17 августа 1875 г. из Донской казачьей № 11-го конно-артиллерийской батареи и приписана к 8-й кавалерийской дивизии.
- хх.09.1875 — 22.11.1876 — войсковой старшина (с 1876 подполковник) Парамонов, Григорий Иванович
- 22.11.1876 — 06.11.1879 — войсковой старшина (с 18.09.1877 подполковник) Костин, Алексей Иванович
- 06.11.1879 — 18.02.1880 — командующий войсковой старшина Ханженков, Василий Николаевич
- 18.02.1880 — 07.08.1882 — подполковник Пятаков, Евгений Матвеевич
- 22.08.1882 — 09.08.1885 — есаул (с 06.05.1884 войсковой старшина) Греков, Пётр Николаевич
- 09.08.1885 — 28.09.1888 — войсковой старшина Рыковский (Рыковсков), Фёдор Яковлевич
- 28.09.1888 — 28.08.1891 — полковник Пятаков, Евгений Матвеевич
- 28.08.1891 — 19.08.1894 — полковник Греков, Пётр Николаевич
- 19.08.1894 — 01.11.1894[~ 3] — войсковой старшина Хоперсков, Макар Фёдорович
- 01.12.1894 — хх.хх.1897 — войсковой старшина Лукьянов, Андриан Фёдорович

#### Командиры 8-го конно-артиллерийского дивизиона
Дивизион был сформирован 1 апреля 1896 года путем включения в него 15-й конно-артиллерийской и 1-й донской казачьей батарей, ранее приписанных к 8-й кавалерийской дивизии.
- 01.04.1896 — 01.04.1897 — полковник Сухин, Лев Николаевич
- 01.04.1897 — 19.12.1902 — полковник Гринфельд, Евгений Карлович
- 08.01.1903 — 01.08.1909 — полковник Муратов, Семён Дмитриевич
- 01.08.1909 — 31.08.1910 — полковник Жданко, Николай Никодимович
- 31.08.1910 — 08.07.1915 — полковник Берг, Михаил Леонтьевич
- 27.09.1915 — 10.02.1916 — полковник Башилов, Николай Александрович
- 10.02.1916 — хх.хх.хххх — полковник Антонов, Владимир Иванович

## Комментарии
1. ↑  Умер в должности. Исключён из списков умершим 06.02.1899.
2. ↑  Умер в должности. Высочайшим приказом от 19.09.1891 исключен из списков умершим.
3. ↑  Умер в должности. Высочайшим приказом от 01.11.1894 исключен из списков умершим.